# Akkeshi (Hokkaidō)
Akkeshi (jap. 厚岸町; Akkeshi-chō) ist eine kreisangehörige Stadt im gleichnamigen Landkreis in der Unterpräfektur Kushiro von Hokkaidō in Japan.

## Lage und Größe
Akkeshi liegt an der Ostküste der japanischen Hauptinsel Hokkaidō an der Akkeshi-Lagune. Die Stadt bedeckt eine Fläche von 734,82 km² und zählte 2016 9.890 Einwohner.

## Geschichte
Die Ainu, die bereits jahrhundertelang vor der Besiedlung des Gebietes durch Japaner zu Beginn des 19. Jahrhunderts im Bereich der Akkeshi-Lagune gelebt hatten, nannten den Ort Atkeusi. Auf dieser Bezeichnung beruht der Name der Stadt. Die heutige Stadt Akkeshi wurde 1900 durch Zusammenlegung von vier Städten und sieben Dörfern gebildet. 1917 wurde an der Bahnlinie von Kushiro nach Nemuro der Bahnhof Akkeshi erbaut. Die Eingemeindung des südlichen Teiles des früheren Dorfes Ota erfolgte 1955.

## Wirtschaft
Der Hafen der Stadt ist trotz der nördlichen Lage auch im Winter eisfrei. Bedeutende Wirtschaftszweige in Akkeshi sind Austernzucht und Heringsfang.

## Sehenswürdigkeiten
Der nördliche Stadtteil Shinryū, der um den Bahnhof herum entstand und in dem sich die meisten Geschäfte und Behörden befinden, wird durch die Akkeshi-Lagune von Honchō, dem südlichen und älteren Stadtteil, getrennt. Beide Stadtteile sind durch eine 456 m lange Brücke verbunden, die einen schönen Blick auf Stadt und Lagune bietet. Im Stadtteil Shinryū ist das moderne Rathaus der Stadt sehenswert.
Der Kokutai ist ein 1802 gegründeter buddhistischer Tempel der Rinzai-Sekte des Zen-Buddhismus. Er befindet sich im Stadtteil Honchō und zählt zu den ältesten und bedeutendsten Tempeln auf Hokkaidō. Hier begannen 1804 missionarische Aktivitäten zur Bekehrung der Ainu.
An der 32 km² großen und bis zu 11 m tiefen Akkeshi-Lagune wurde ein 381 ha großes Naturschutzgebiet angelegt, wo man den seltenen Mandschurenkranich beobachten kann. In die Lagune, die auch im Winter nicht zufriert, mündet der Fluss Bekambeushi, dessen Name aus der Sprache der Ainu stammt.

## Verkehrsverbindungen
Akkeshi liegt rund 50 km östlich von Kushiro an der Ostküste Hokkaidōs an der Nemuro-Hauptlinie. Mehrmals täglich ist der im Stadtteil Shinryū gelegene Bahnhof Akkeshi mit dem Zug von Kushiro und Nemuro zu erreichen. Der nächstgelegene Flughafen befindet sich in Kushiro.

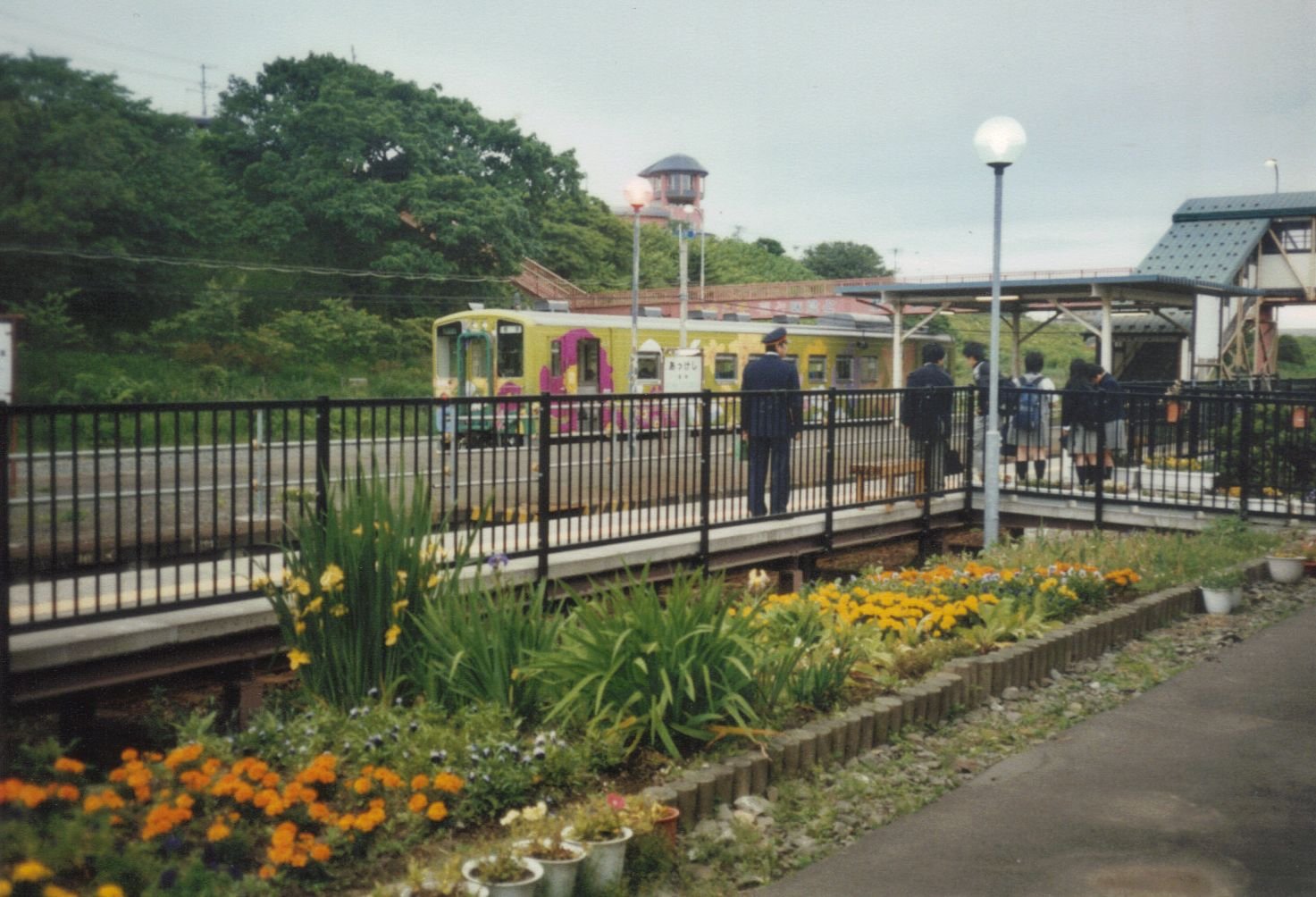
Bahnhof Akkeshi
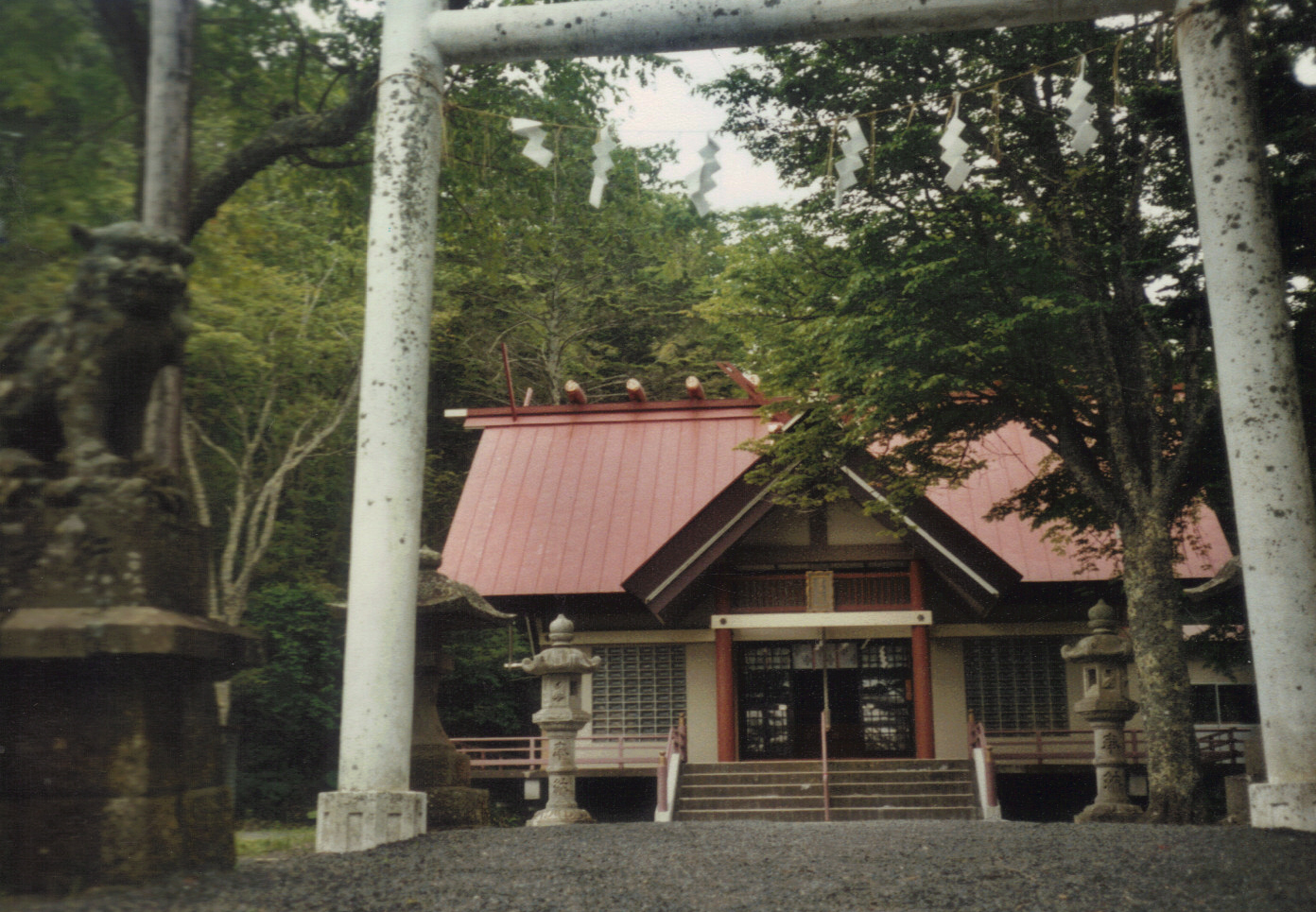
Kokutai Ji Tempel
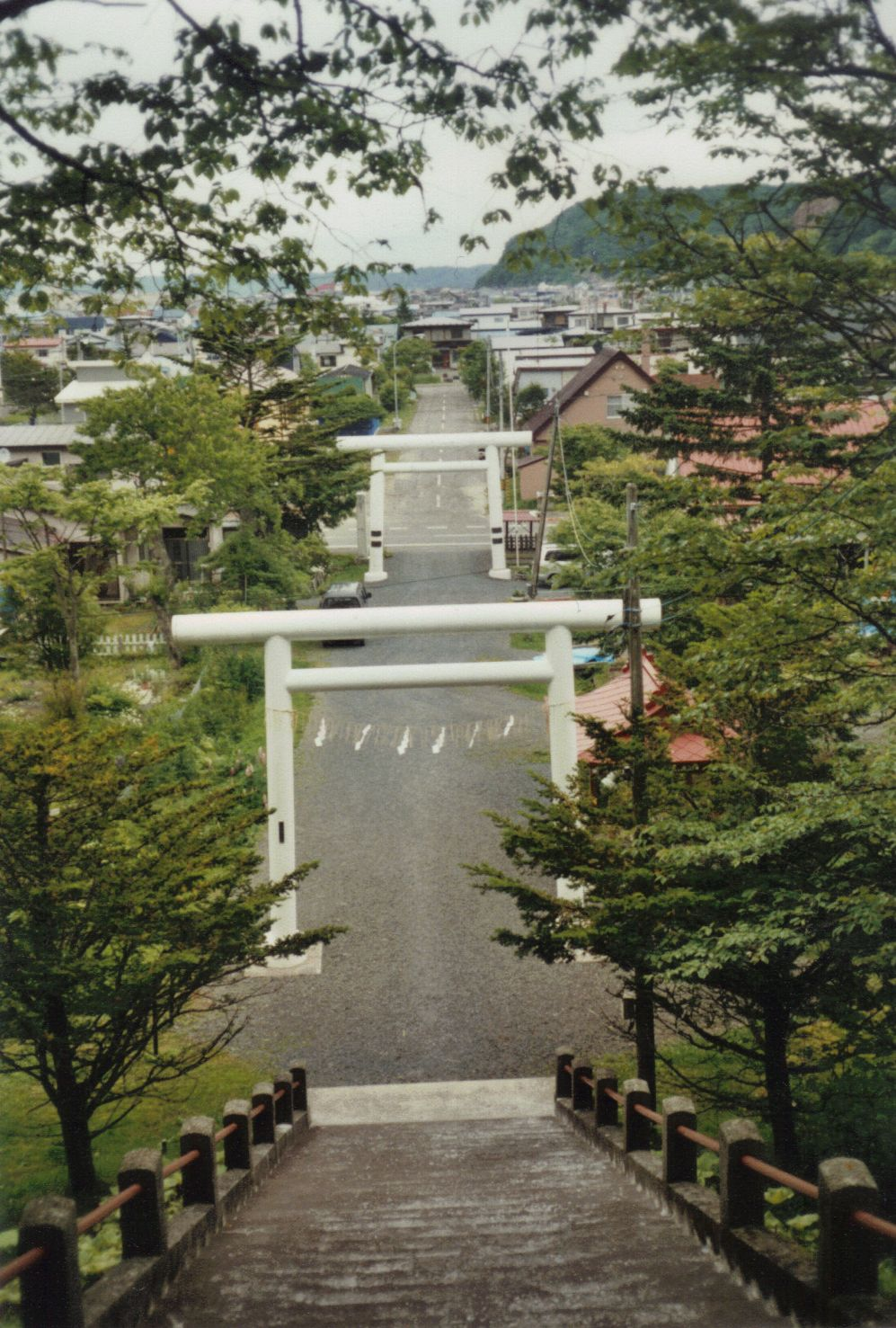
Blick vom Kokutai Ji Tempel
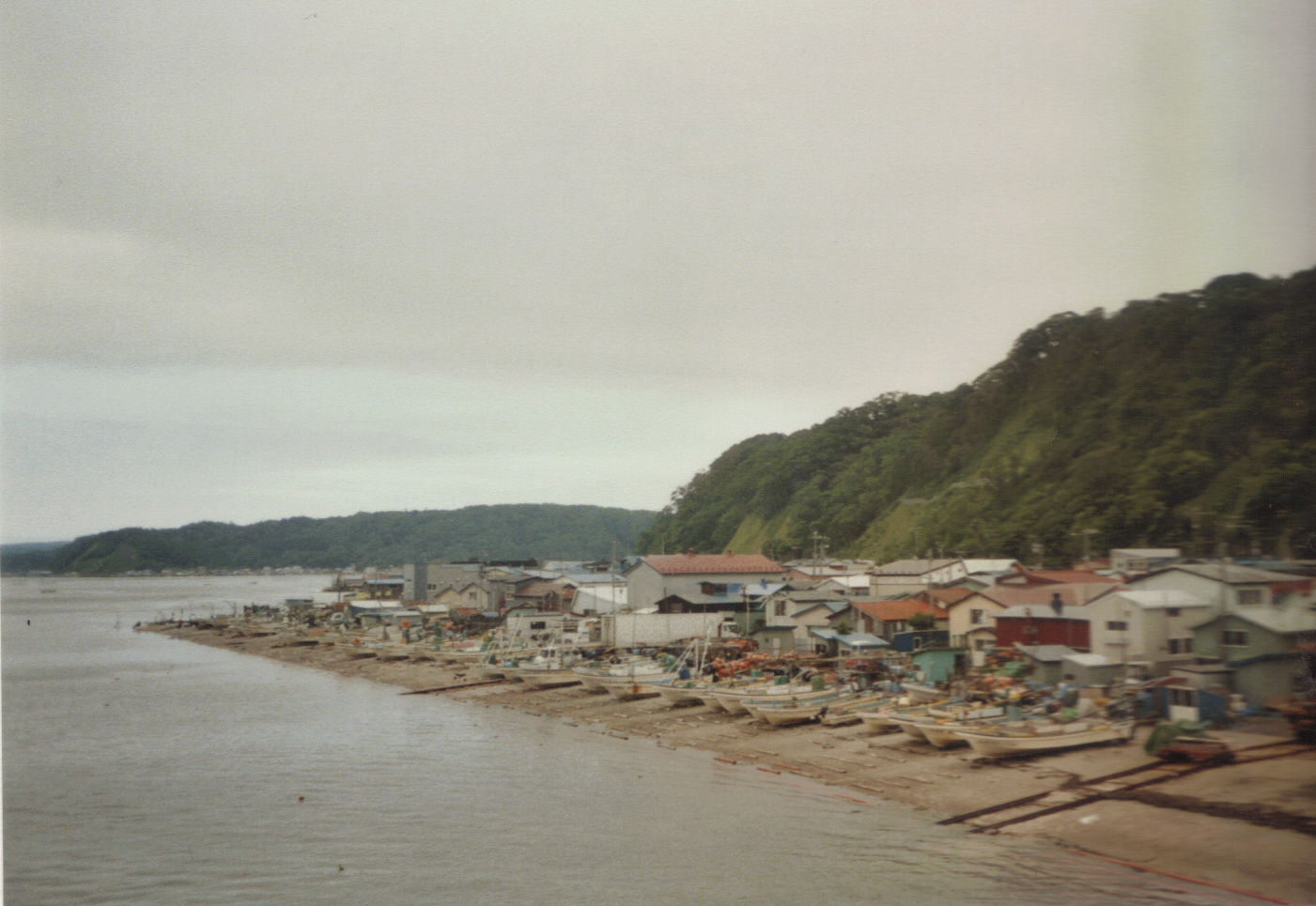
Akkeshi-Lagune
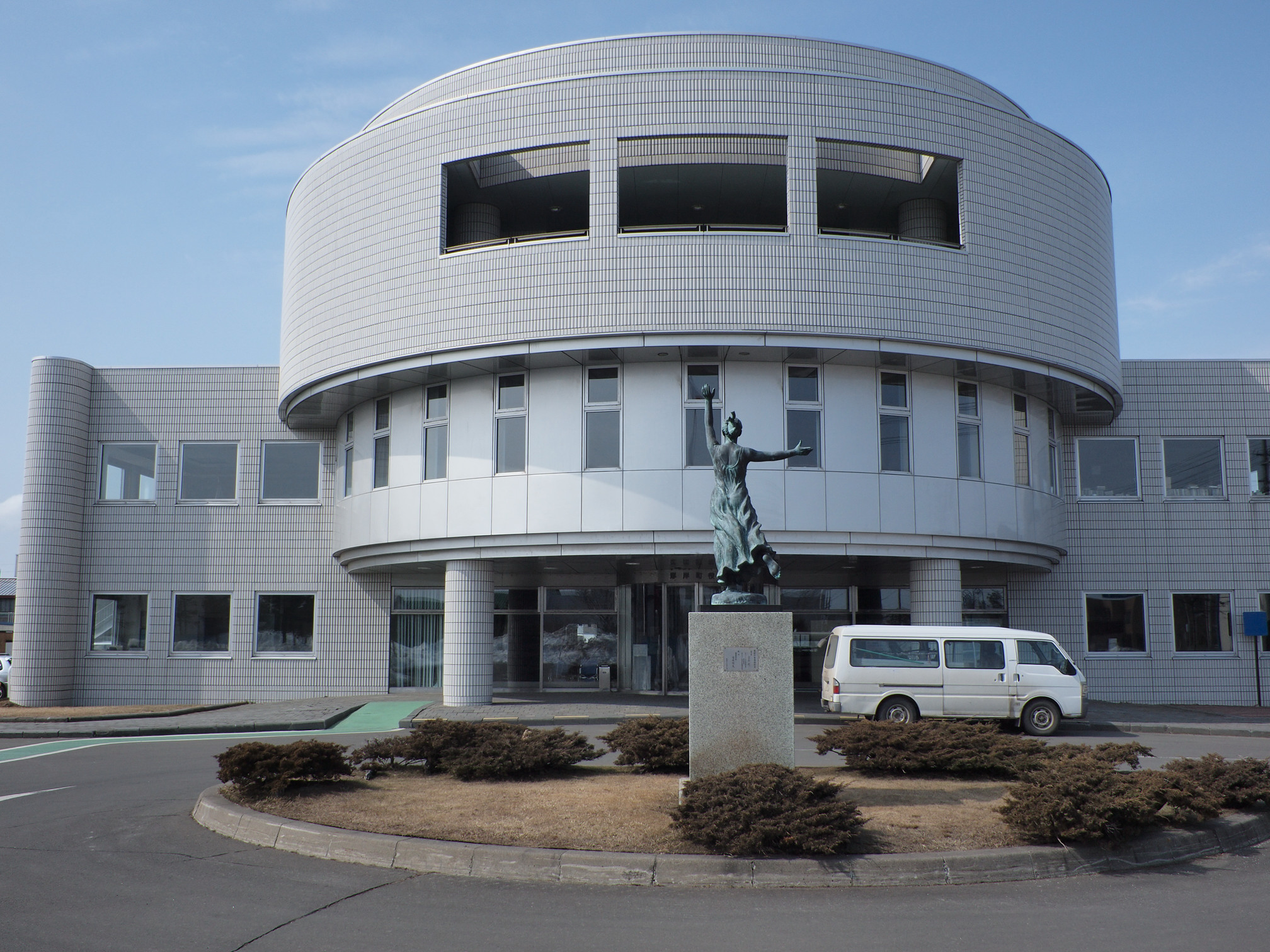
Rathaus
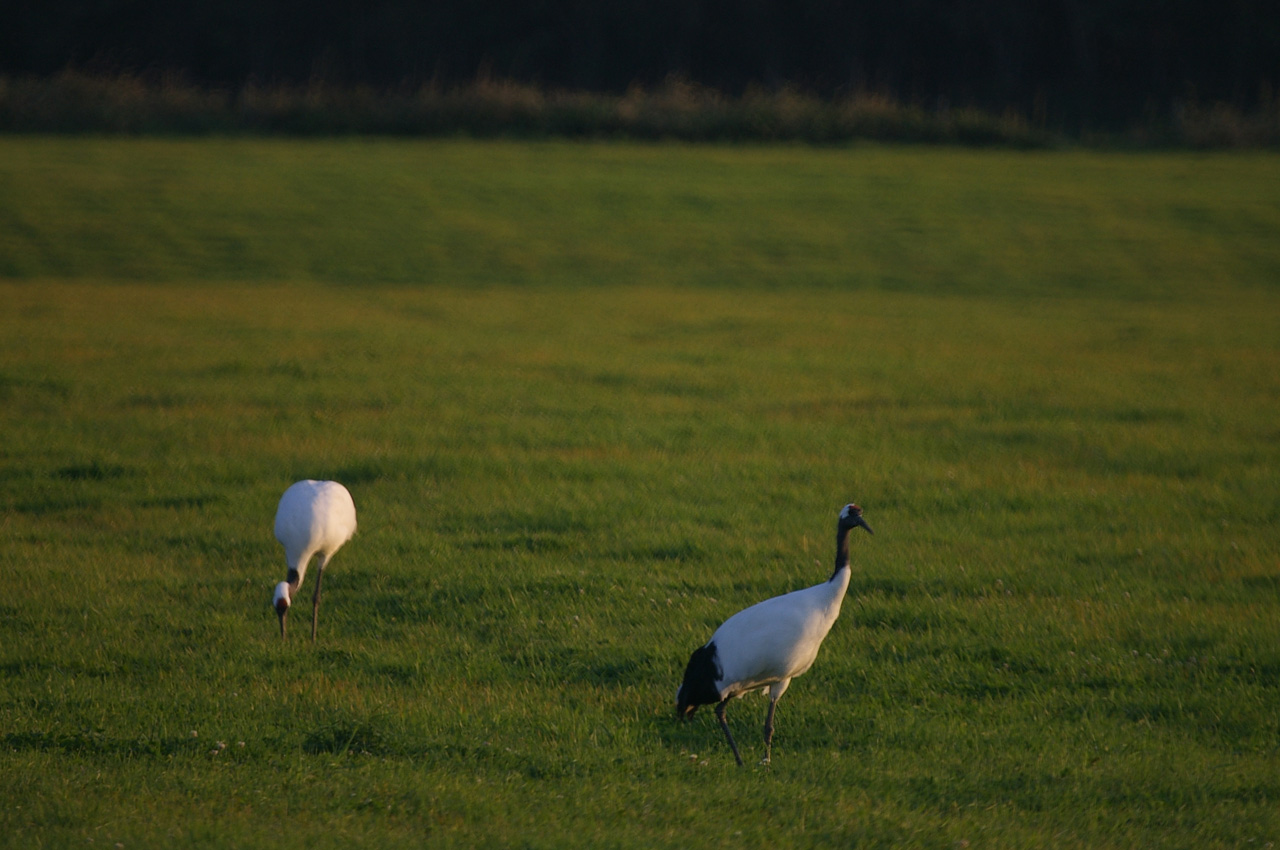
Mandschurenkranich